# Kazanlăk
Kazanlâc este un oraș în Bulgaria.

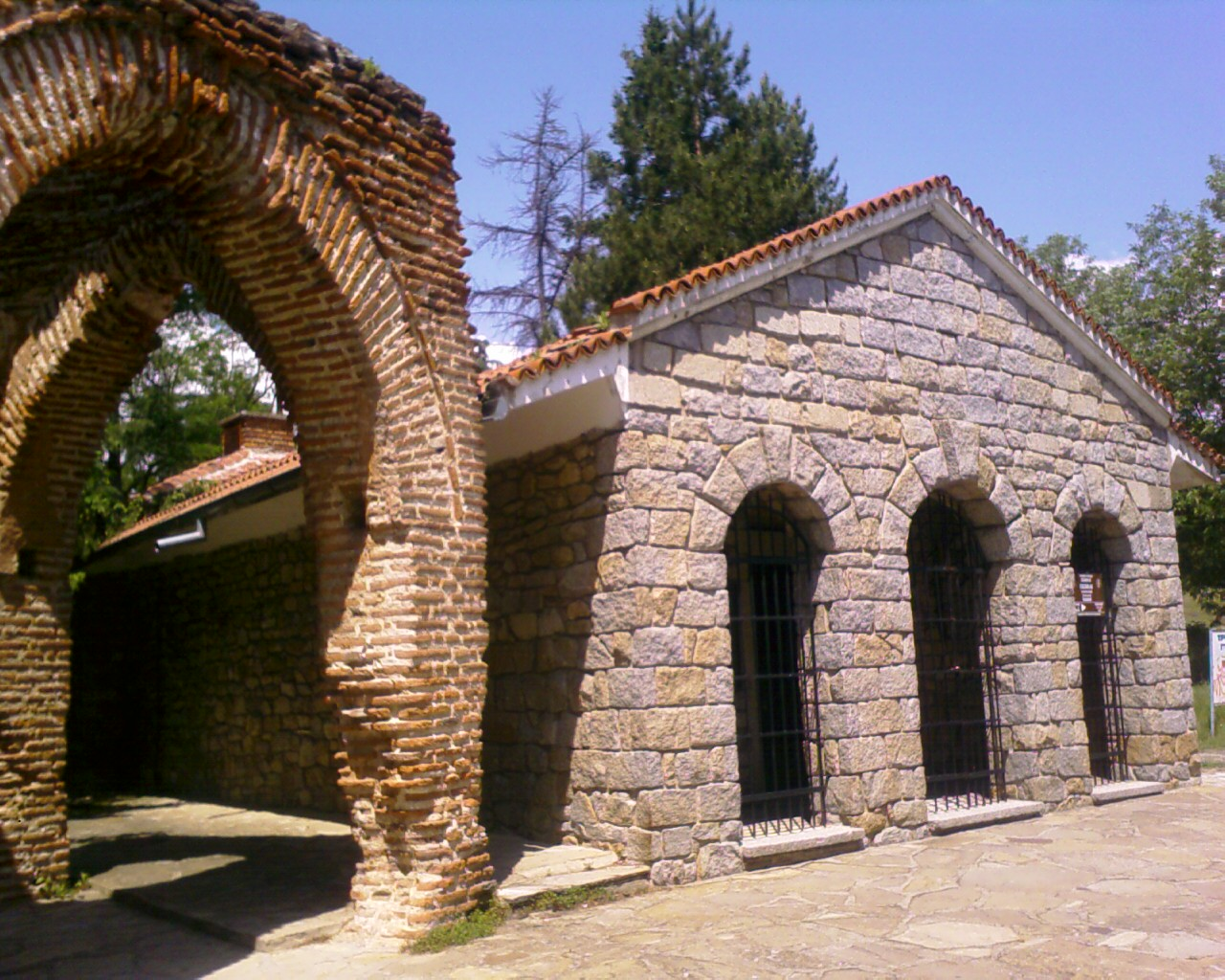
Kazanlâc – Mormântul trac

Mormântul trac descoperit pe raza acestei localități a fost preluat pe lista patrimoniului cultural mondial UNESCO.

## Demografie
Componența etnică a orașului Kazanlăk
     Turci (3,08%)
     Romi (4,38%)
     Bulgari (85,28%)
     Nicio identificare (6,59%)
     Altele (0,65%)
La recensământul din 2011, populația orașului Kazanlăk era de 47.325 locuitori. Din punct de vedere etnic, majoritatea locuitorilor (85,28%) erau bulgari, existând și minorități de romi (4,38%) și turci (3,08%). Pentru 6,59% din locuitori nu este cunoscută apartenența etnică.